# Aleurotrachelus grewiae
Aleurotrachelus grewiae là một loài côn trùng cánh nửa trong họ Aleyrodidae, phân họ Aleyrodinae.
Aleurotrachelus grewiae được Takahashi miêu tả khoa học đầu tiên năm 1952.